# Pam Kilborn
Pamela « Pam » Kilborn, née le 12 août 1939 à Melbourne et mariée Ryan, est une ancienne athlète australienne. 
Elle est membre de l'Ordre de l'Empire britannique.

## Jeux du Commonwealth
Kilborn a remporté le 80 m haies aux Jeux du Commonwealth de 1962 devant l'Anglaise Betty Moore et la néozélandaise Avis McIntosh ainsi que l'or en saut en longueur devant deux autres Australiennes Helen Frith et Janet Knee.
Aux Jeux du Commonwealth de 1966, elle remportait encore l'or sur 80 m haies devant la Jamaïcaine Carmen Smith et la Canadienne Jenny Wingerson. Elle remportait encore l'or en relais 4 × 110 yard avec Dianne Burge, Jennifer Lamy et Joyce Bennett. Quatre ans plus tard, elle remportait à nouveau l'or mais cette fois sur 100 m haies devant sa compatriote Maureen Caird. Avec Jennifer Lamy, Marion Hoffman et Raelene Boyle, elle confirma son titre en relais mais cette fois sur 4 × 100 m.

## Jeux olympiques
Aux Jeux olympiques d'été de 1964, elle remportait le bronze sur 80 m haies derrière Karin Balzer et Teresa Ciepły. Quatre ans plus tard, elle devait se contenter de l'argent, battue par Maureen Caird. Aux Jeux olympiques d'été de 1972, elle se classait encore quatrième sur les haies et cinquième avec le relais.

## Palmarès

### Jeux olympiques d'été
- Jeux olympiques d'été de 1964 à Tokyo ( Japon)
  -  Médaille de bronze sur 80 m haies
- Jeux olympiques d'été de 1968 à Mexico ( Mexique)
  -  Médaille d'argent sur 80 m haies
- Jeux olympiques d'été de 1972 à Munich ( Allemagne de l'Ouest)
  - 4e sur 100 m haies
  - 5e en relais 4 × 100 m

### Jeux de l'Empire britannique et du Commonwealth
- Jeux de l'Empire britannique et du Commonwealth de 1962 à Perth ( Australie)
  -  Médaille d'or sur 80 m haies
  -  Médaille d'or en saut en longueur
- Jeux de l'Empire britannique et du Commonwealth de 1966 à Kingston ( Jamaïque)
  - éliminée en série sur 100 yard
  -  Médaille d'or sur 80 m haies
  - 7e en saut en longueur
  -  Médaille d'or en relais 4 × 110 yard
- Jeux de l'Empire britannique et du Commonwealth de 1970 à Édimbourg ( Écosse)
  -  Médaille d'or sur 100 m haies
  -  Médaille d'or en relais 4 × 100 m